# Vilalba Filho
Vilalba Filho é o pseudônimo utilizado por Heitor Villa-Lobos quando da escritura de libretos para óperas.